# さよならの場所で会いましょう
『さよならの場所で会いましょう』（さよならのばしょであいましょう）は、日本の女性シンガーソングライターである西脇唯2枚目のアルバム（1stフルアルバム）。

## 収録曲
- 全作詞・作曲：西脇唯／編曲：加藤みちあき（1,2,4,6,10）新川博（3,9）槐陽介（6）清水信之（7）奥慶一（8）

1. さよならの場所で会いましょう (4:29)
2. 風の住む星 (4:47) 
  - 2ndシングル。
  - カルビーポテトチップスCMソング
3. BLUE ROSES (4:38)
4. 愛で終わるとはかぎらない (5:15)
5. 思いだけあたたかい (5:16)
6. クレッシェンド (5:58)
7. 7月の雨なら (4:41)
  - 1stシングル。
  - テレビ朝日系『トゥナイト』エンディングテーマ
8. スノーフレークの咲く中庭で (4:44)
9. 忘れない (5:19)
  - 2ndシングル。
  - テレビ朝日系『世界とんでも!?ヒストリー』エンディングテーマ
10. Only Place (5:37)

## 参加ミュージシャン
| さよならの場所で会いましょう - Computer Manipulator : 山中剛 - Synthesizer : 西脇辰弥 - Guitar : 加藤みちあき 風の住む星 - Computer Manipulator : 伯耆弘徳 - Bass : 美久月千晴 - Guitar : 加藤みちあき BLUE ROSES - Guitar : 松原正樹 愛で終わるとはかぎらない - Computer Manipulator : 山中剛 - S.Sax : 渕野繁雄 - Guitar : 加藤みちあき - Background Vocals : 比山貴咏史, 岩﨑元是, やまがたすみこ 愛で終わるとはかぎらない - Computer Manipulator : 山中剛 - A.Guitar : 笛吹利明 | クレッシェンド - Computer Manipulator : 山中剛 - Bass : 渡辺等 7月の雨なら - Computer Manipulator : 田端元 スノーフレークの咲く中庭で - Computer Manipulator : 鳥山敬治 - Gut Guitar : 吉川忠英 - Accordion : 風間文彦 忘れない - Guitar : 松原正樹 - Background Vocals : 木戸泰弘, 比山貴咏史, 広谷順子 Only Place - Computer Manipulator : 美島豊明 - Drums : 滝本季延 - E.Bass : 渡辺等 - Guitar : 加藤みちあき - Percussion : 菅原裕紀 - Violin : 庭田薫, 小谷泉, 志賀恵子, 植田みゆき, 岩田真美, 小林真美, 塚本弥生, 大久保祐子, 金原千恵子, 竹内純 - Viola : 久保田明広, 村山達哉 - Cello : 藤沢俊樹, 立花まゆみ - Background Vocals : 木戸泰弘, 比山貴咏史, 広谷順子 |